# Torrejón de Ardoz
Torrejón de Ardoz è una città spagnola di 132 853 abitanti situata nella comunità autonoma di Madrid. Essa si estende per una superficie di circa 33 km².
Dal 1955 al 1992 ha ospitato una base aerea dell'aeronautica militare statunitense.

## Sport
La città ha un'importante tradizione nel calcio a 5, ospitando ben due squadre che hanno militato nella prima divisione: la storica Marsanz Torrejón Fútbol Sala e la Carnicer Torrejón Fútbol Sala.